# Ozalj
Ozalj ist eine Kleinstadt in Kroatien, 17 km nordwestlich von Karlovac am Fluss Kupa gelegen.
Im Norden schließt es an den Naturpark Žumberak-Samoborsko gorje an.

## Geschichte

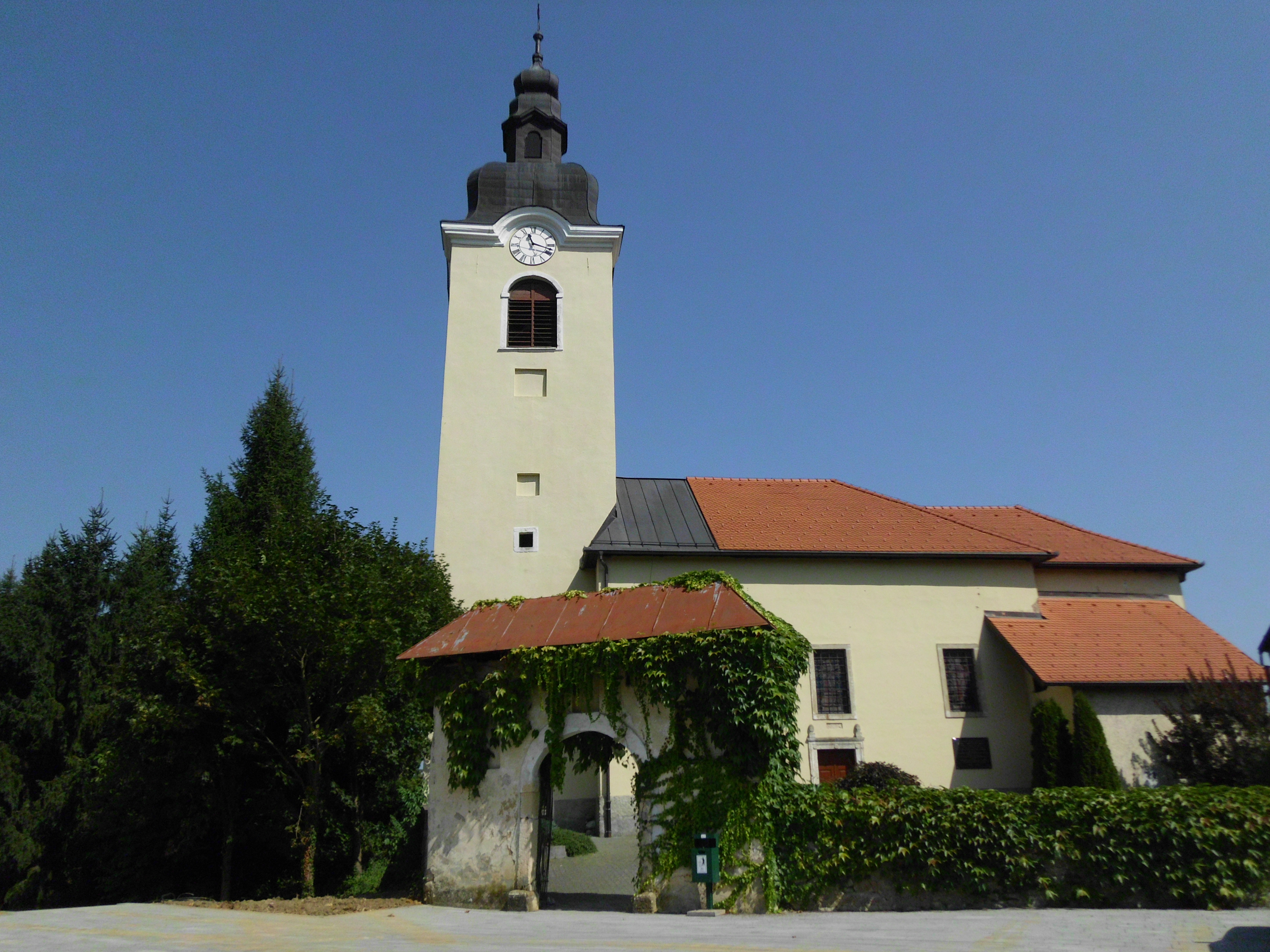
Kirche in Ozalj

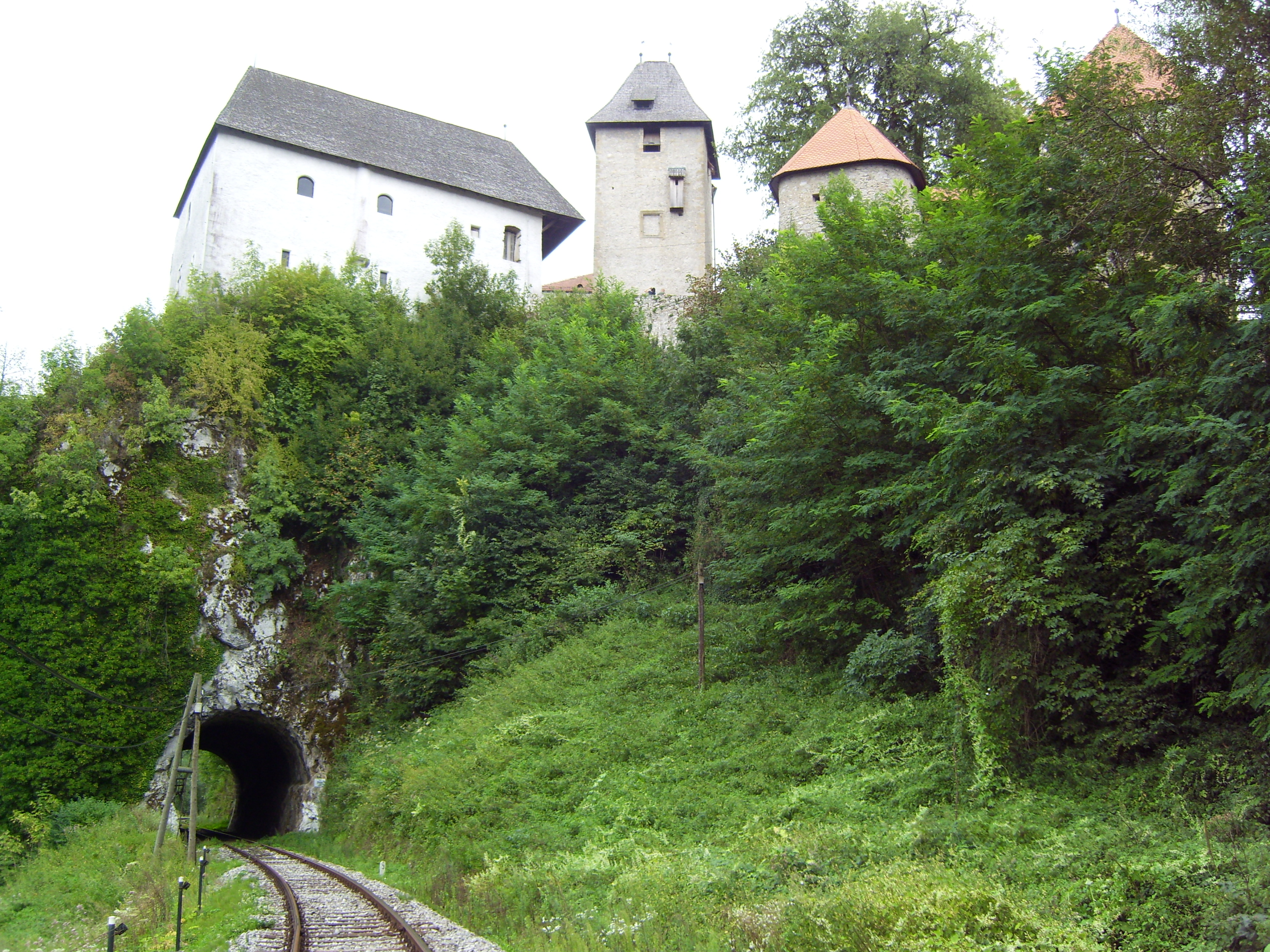
Alte Stadt Ozalj

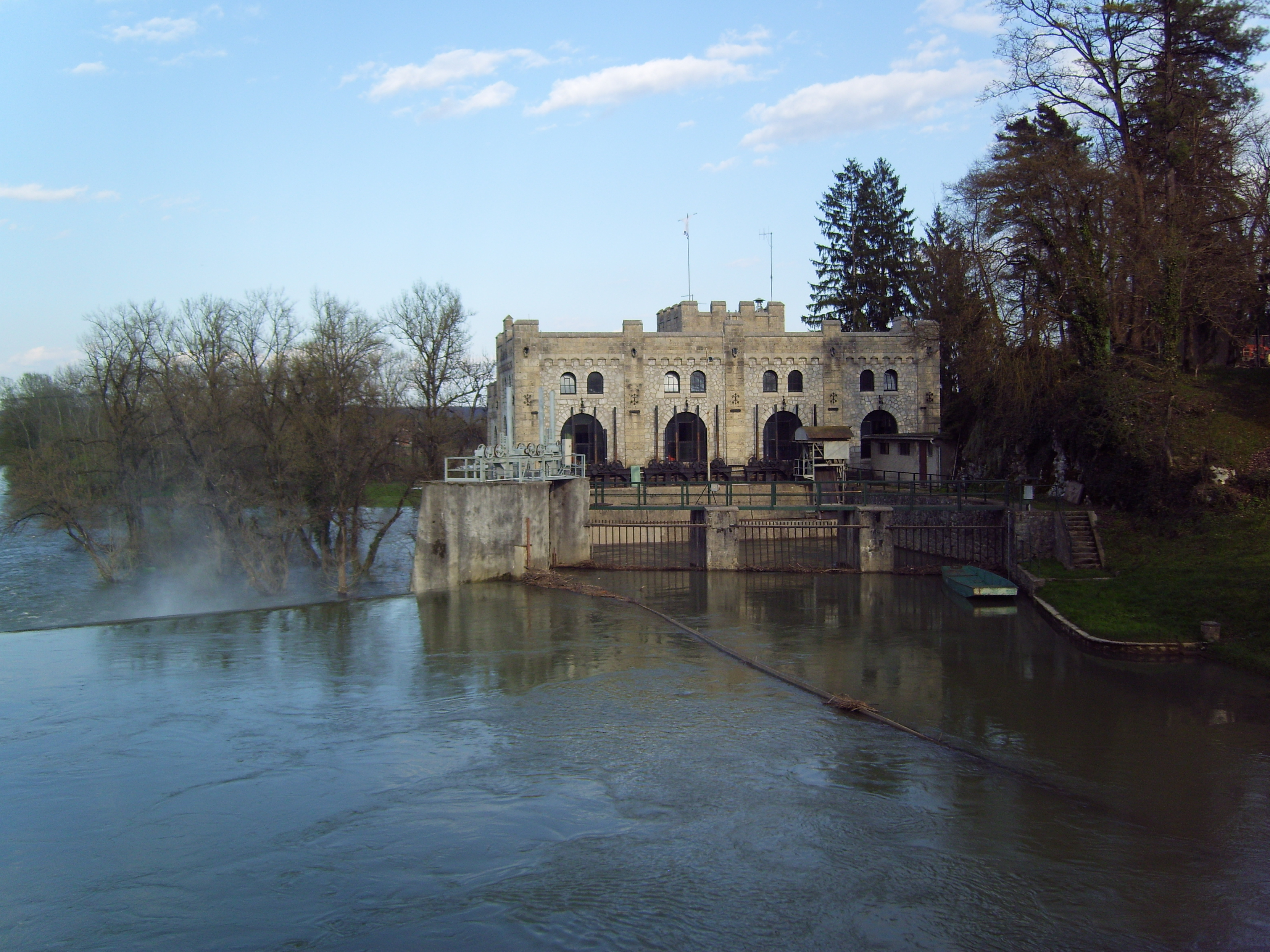
Munjara, altes Wasserkraftwerk Ozalj

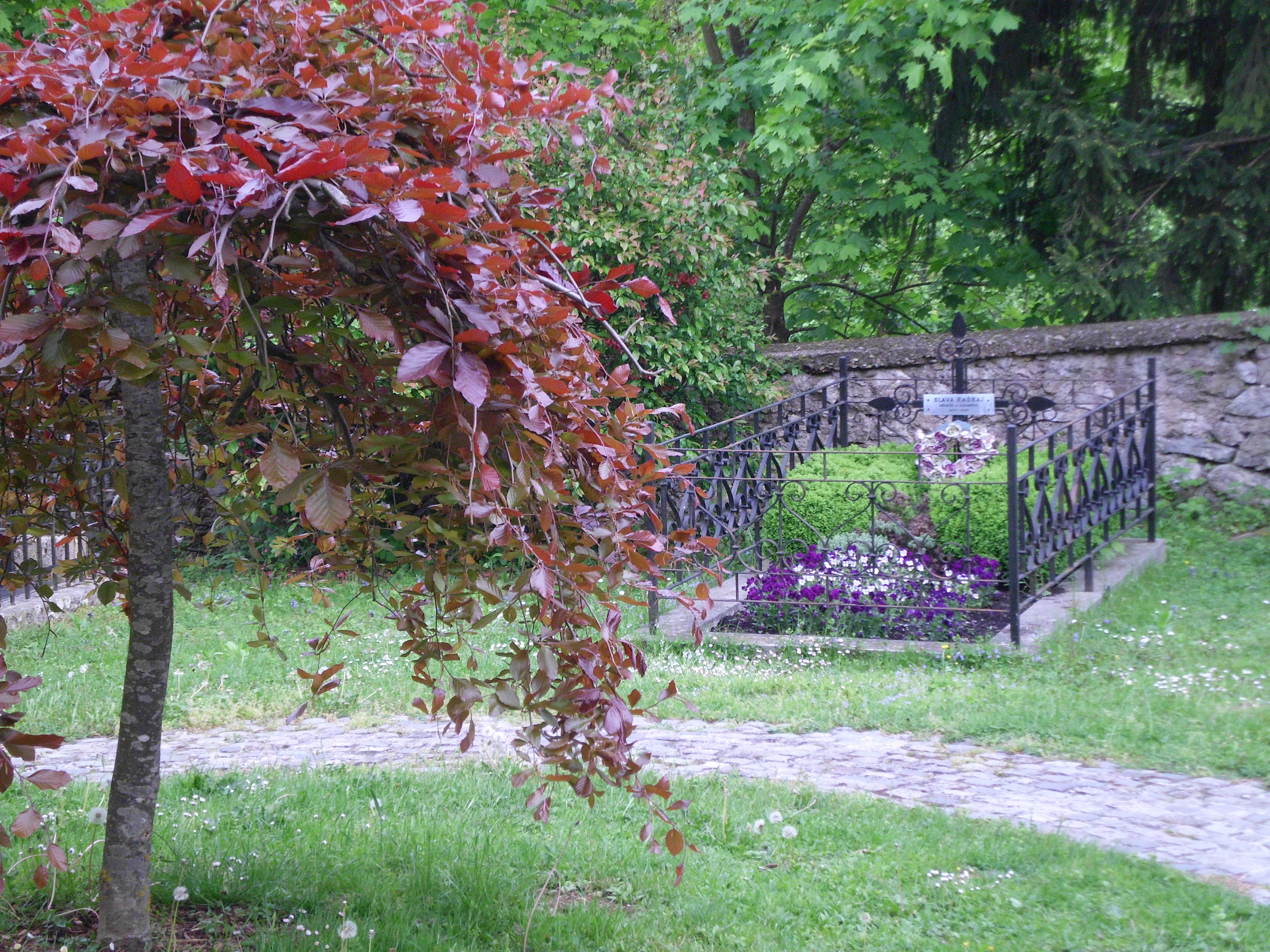
Slava Raškaj Grabstätte im Ozalj

Erstmals schriftlich erwähnt wurde der Ort 1244 als freie königliche Stadt und Reichsstadt. Hier befand sich eine mittelalterliche Fortifikation, aus der später ein Schloss am rechten Ufer des Flusses Kupa entstand.  Erbaut auf einem Felsen über der Kupa lag die Festung Schloss Ozalj; an diesem wichtigen Flussübergang konnten sowohl die Flussüberquerung als auch im Schnittpunkt die Verkehrswege kontrolliert werden. Daraus ist die anhaltend wichtige historische Bedeutung bis in das 19. Jahrhundert zu erklären. Es ist eine der wenigen Anlagen, die seit dieser Zeit ununterbrochen bewohnt waren.
Zuerst gehörte das Schloss Ozalj dem Geschlecht Babonić, ab 1389 den Frankopanen und von 1550 an jenem der Zrinski bis 1671. Die gotische Kapelle wurde durch Nikola Šubić Zrinski im Jahr 1556 errichtet; die Jahreszahl ist über dem Eingangsbogen eingemeißelt. Im Jahr 1599 wurde der Eingangsturm durch Juraj Zrinski 1599 erbaut. Die Blütezeit erlebt Ozalj im 17. Jahrhundert als „inoffizielle kroatische Hauptstadt“. Nach dem Fehlschlagen der Verschwörung der Zrinski und Frankopanen unter Ban Petar Zrinski und seinem Schwager Fran Krsto Frankopan gegen die Habsburger 1670 Leopold I. und dessen tragischer Hinrichtung am 30. April 1671 in Wiener Neustadt wurde Ozalj völlig ausgeplündert und die Blüte der Burg jäh unterbrochen. Den Zrinskis wurde der Adel und alle Ländereien aberkannt; siehe auch Ana Katarina Frankopan-Zrinski. Franjo Rigoni, ein österreichischer Baron, bekam es 1671 bis 1702. Benvenuto Petazzi erwarb es 1702. Ab 1725 hatte es Raimund Perlas inne und 1742 kam es in den Besitz von Franjo Perlas bis 1766, der Ozalj wieder aufbaute, das Schloss rekonstruierte und erweiterte. Die Familie der Batthyány besaß es von 1766 bis 1872. Theodore Batthyány erbaute am Schloss den sichtbaren barocken Teil, im Jahr 1768 wurde durch ihn eine Baumwoll-Produktion errichtet; es folgten eine Kupfer-Manufaktur und eine Ziegelei zum Umgestalten des Schlosses. Trotz allem stagnierte, im Gegensatz zu Karlovac, die Wirtschaft in Ozalj und zwang so in der Zeit um 1880 viele Einwohner zum Auswandern. Im Besitz der Thurn und Taxis war es danach von 1872 bis 1928.
Ihrem Wert nach gehört die Altstadt Ozalj zu den Denkmälern der ersten Schutzkategorie. Interessant ist weiterhin die barocke Pfarrkirche St. Veit, welche bereits 1349 erwähnt wurde und das imposante Wasserkraftwerk Munjara aus dem Jahr 1908.
Als alte Siedlungen werden nebst Ozalj auch Trg, Jaskovo, Vivodina, Vrhovac, Trescerovac, Gornje Pokulje, Kamanje und Bubnjarci erwähnt. Interessant ist auch die Gegend um das Paulinerkloster in Svetice mit wertvollen früh-barocken Arbeiten des Künstlers Paul Meister.
Die Stadtrechte wurden Ozalj im Jahr 1996 verliehen.

## Religion
96 % der Bevölkerung sind katholisch, 1 % orthodox.
Auf dem Gebiet von Ozalj existieren fünf katholische Pfarreien: drei lateinische und zwei griechisch-katholische.
Die drei lateinischen Pfarreien gehören zum Erzbistum Zagreb:
- St. Vitus, Ozalj
- St. Kosmas und Damian, Vrhovac
- St. Laurentius, Vidovina

Die beiden griechisch-katholischen Pfarreien sind dem Dekanat Žumberak im Vikariat Žumberak des Bistums Križevci zugeordnet:
- St. Antonius Abt, Kašt
- Auferstehung des Herrn, Radatovići

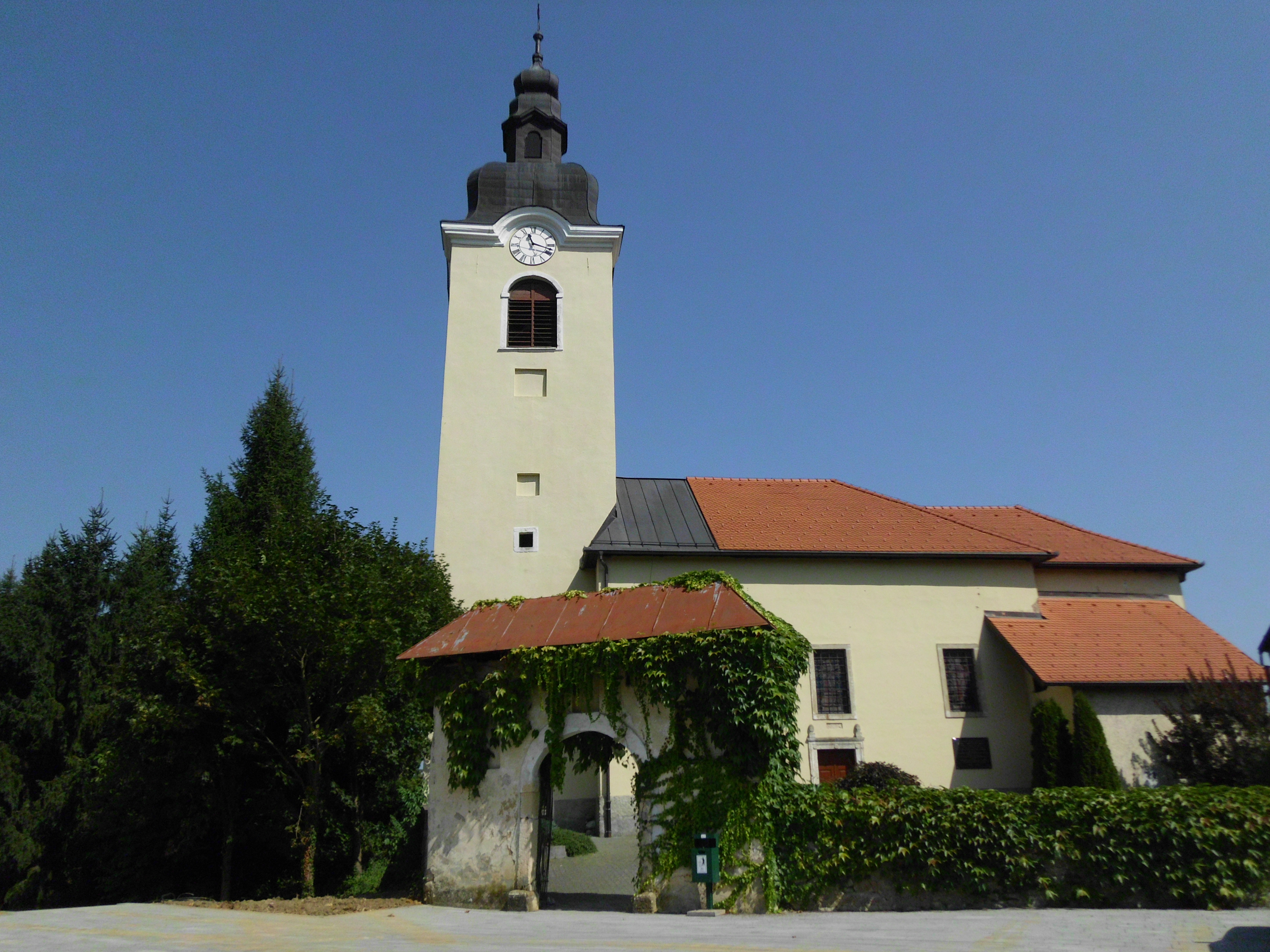
St. Vitus, Ozalj
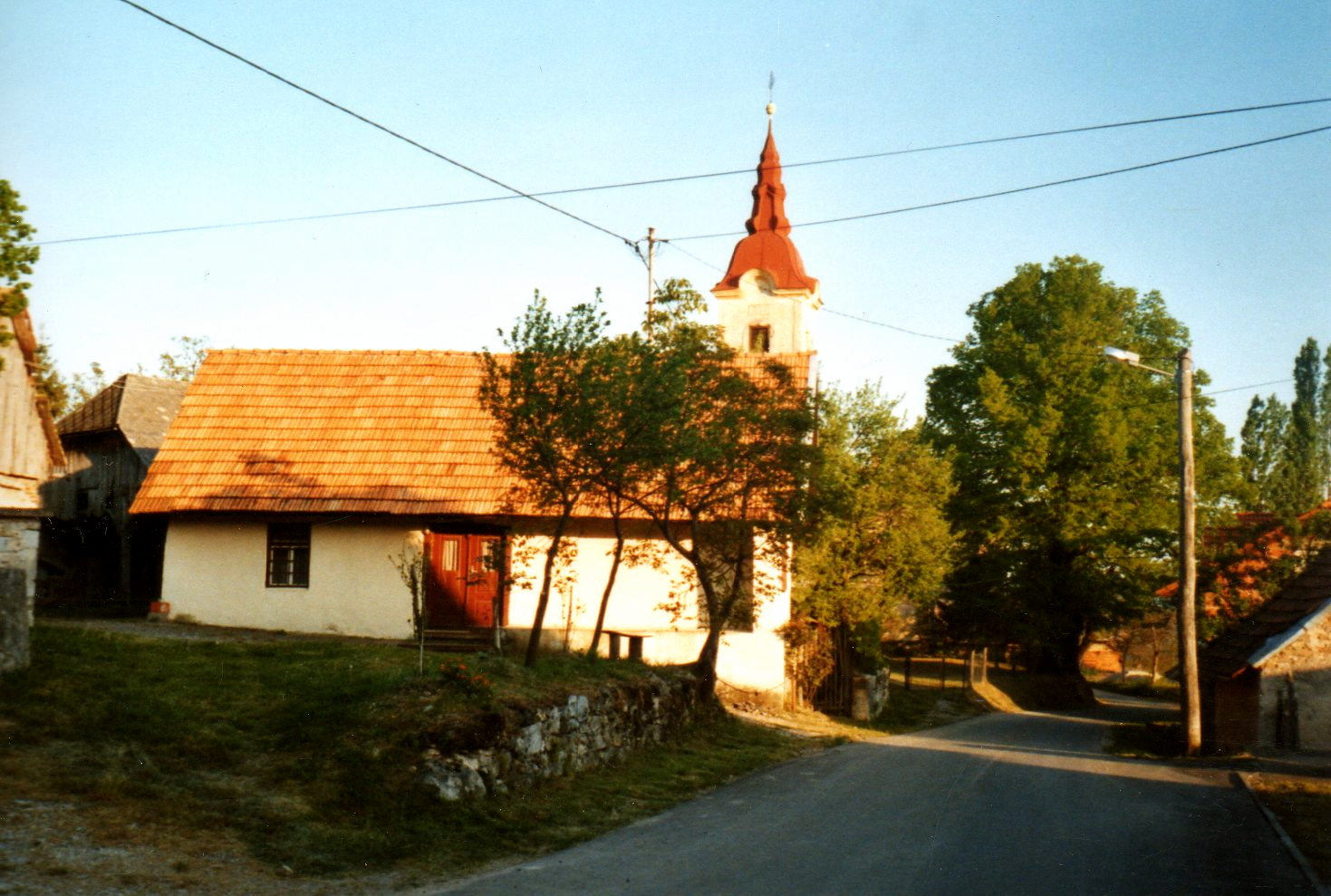
St. Antonius Abt, Kašt

## Persönlichkeiten
- Andrea Ćupor, Miss Kroatien 2000

- Slava Raškaj (1877–1906), geboren in Ozalj, bedeutende kroatische Aquarellmalerin, Schülerin des berühmten Bela Cikos.

- Theodor Batthyani (gestorben 1813), bei der Erneuerung der Altstadt von Ozalj errichtete er Leinen- und Ziegelmanufakturen.

- Emilij Laszowski (1868–1949), Historiker, schrieb das Buch Die Stadt Ozalj mit Umgebung;  er war Mitglied der „Brüder des kroatischen Drachen“, welchen die Instandhaltung der Altstadt von Ozalj sowie die Einrichtung der Museumssammlung zu verdanken ist.